# Pepsi 420
Pepsi 420 var ett Nascar-lopp som kördes på ovalbanan Nashville Fairgrounds i Nashville i Tennessee 1958-1984. Loppet var ett av två Cup-lopp som kördes på Nashville Fairgrounds, det andra var Coors 420.

## Tidigare namn
- Nashville 200 (1958)
- Nashville 300 (1959)
- Nashville 400 (1960, 1963–1969)
- Nashville 500 (1961–1962)
- Nashville 420 (1970–1978)
- Busch Nashville 420 (1979–1983)
- Pepsi 420 (1984)

## Vinnare genom tiderna
| Säsong | Datum      | Nr | Förare           | Team/ bilägare              | Konstruktör | Distans | Distans         | Tid     | Snitthastighet (mph) | Rapport | Ref    |
| Säsong | Datum      | Nr | Förare           | Team/ bilägare              | Konstruktör | Varv    | Miles (km)      | Tid     | Snitthastighet (mph) | Rapport | Ref    |
| ------ | ---------- | -- | ---------------- | --------------------------- | ----------- | ------- | --------------- | ------- | -------------------- | ------- | ------ |
| 1958   | 10 augusti | 72 | Joe Weatherly    | Holman-Moody                | Ford        | 200     | 100 (160,934)   | 1:41.14 | 59,269               | Rapport | [ 1 ]  |
| 1959   | 9 augusti  | 77 | Joe Lee Johnson  | Joe Lee Johnson             | Chevrolet   | 300     | 150 (241,401)   | 2:22.05 | 63,343               | Rapport | [ 2 ]  |
| 1960   | 7 augusti  | 73 | Johnny Beauchamp | Dale Swanson                | Chevrolet   | 333     | 166,5 (267,955) | 2:55.22 | 56,966               | Rapport | [ 3 ]  |
| 1961   | 6 augusti  | 44 | Jim Paschal      | Julian Petty                | Pontiac     | 403     | 201,5 (324,282) | 3:34.09 | 56,455               | Rapport | [ 5 ]  |
| 1962   | 5 augusti  | 42 | Jim Paschal      | Petty Enterprises           | Plymouth    | 500     | 250 (402,336)   | 3:52.41 | 64,489               | Rapport | [ 6 ]  |
| 1963   | 4 augusti  | 42 | Jim Paschal      | Petty Enterprises           | Plymouth    | 350     | 175 (281,635)   | 2:54.38 | 60,126               | Rapport | [ 7 ]  |
| 1964   | 2 augusti  | 43 | Richard Petty    | Petty Enterprises           | Plymouth    | 400     | 200 (321,868)   | 2:43.55 | 73,208               | Rapport | [ 8 ]  |
| 1965   | 31 juli    | 43 | Richard Petty    | Petty Enterprises           | Plymouth    | 400     | 200 (321,868)   | 2:45.47 | 72,383               | Rapport | [ 9 ]  |
| 1966   | 20 juli    | 43 | Richard Petty    | Petty Enterprises           | Plymouth    | 400     | 200 (321,868)   | 2:47.11 | 71,77                | Rapport | [ 10 ] |
| 1967   | 29 juli    | 43 | Richard Petty    | Petty Enterprises           | Plymouth    | 400     | 200 (321,868)   | 2:49.20 | 70,866               | Rapport | [ 11 ] |
| 1968   | 27 juli    | 17 | David Pearson    | Holman-Moody                | Ford        | 301     | 150,5 (242,206) | 2:03.44 | 72,98                | Rapport | [ 13 ] |
| 1969   | 26 juli    | 43 | Richard Petty    | Petty Enterprises           | Ford        | 400     | 200 (321,868)   | 2:32.24 | 78,74                | Rapport | [ 14 ] |
| 1970   | 25 juli    | 71 | Bobby Isaac      | Nord Krauskopf              | Dodge       | 420     | 250,32 (402,85) | 2:50.47 | 87,943               | Rapport | [ 15 ] |
| 1971   | 24 juli    | 43 | Richard Petty    | Petty Enterprises           | Plymouth    | 420     | 250,32 (402,85) | 2:47.30 | 89,667               | Rapport | [ 16 ] |
| 1972   | 27 augusti | 12 | Bobby Allison    | Richard Howard              | Chevrolet   | 420     | 250,32 (402,85) | 2:42.14 | 92,578               | Rapport | [ 17 ] |
| 1973   | 25 augusti | 71 | Buddy Baker      | Nord Krauskopf              | Dodge       | 420     | 250,32 (402,85) | 2:48.12 | 89,31                | Rapport | [ 18 ] |
| 1974   | 20 juli    | 11 | Cale Yarborough  | Junior Johnson & Associates | Chevrolet   | 420     | 250,32 (402,85) | 3:10.40 | 76,368               | Rapport | [ 19 ] |
| 1975   | 20 juli    | 11 | Cale Yarborough  | Junior Johnson & Associates | Chevrolet   | 420     | 250,32 (402,85) | 2:47.16 | 89,792               | Rapport | [ 20 ] |
| 1976   | 17 juli    | 72 | Benny Parsons    | L.G. DeWitt                 | Chevrolet   | 420     | 250,32 (402,85) | 2:52.49 | 86,908               | Rapport | [ 21 ] |
| 1977   | 16 juli    | 88 | Darrell Waltrip  | DiGard Motorsports          | Chevrolet   | 420     | 250,32 (402,85) | 3:10.09 | 78,999               | Rapport | [ 22 ] |
| 1978   | 15 juli    | 11 | Cale Yarborough  | Junior Johnson & Associates | Oldsmobile  | 420     | 250,32 (402,85) | 2:48.54 | 88,924               | Rapport | [ 23 ] |
| 1979   | 14 juli    | 88 | Darrell Waltrip  | DiGard Motorsports          | Chevrolet   | 420     | 250,32 (402,85) | 2:42.51 | 92,227               | Rapport | [ 24 ] |
| 1980   | 12 juli    | 2  | Dale Earnhardt   | Rod Osterlund Racing        | Chevrolet   | 420     | 250,32 (402,85) | 2:40.05 | 93,821               | Rapport | [ 25 ] |
| 1981   | 11 juli    | 11 | Darrell Waltrip  | Junior Johnson & Associates | Buick       | 420     | 250,32 (402,85) | 2:48.47 | 90,052               | Rapport | [ 26 ] |
| 1982   | 10 juli    | 11 | Darrell Waltrip  | Junior Johnson & Associates | Buick       | 420     | 250,32 (402,85) | 2:53.35 | 86,524               | Rapport | [ 27 ] |
| 1983   | 16 juli    | 15 | Dale Earnhardt   | Bud Moore Engineering       | Ford        | 420     | 250,32 (402,85) | 2:55.12 | 85,726               | Rapport | [ 28 ] |
| 1984   | 14 juli    | 5  | Geoffrey Bodine  | All-Star Racing             | Chevrolet   | 420     | 250,32 (402,85) | 3:05.38 | 80,908               | Rapport | [ 29 ] |

### Förare med flera segrar
| Vinster | Förare          | År                                 |
| ------- | --------------- | ---------------------------------- |
| 6       | Richard Petty   | 1964, 1965, 1966, 1967, 1969, 1971 |
| 4       | Darrell Waltrip | 1977, 1979, 1981, 1982             |
| 3       | Jim Paschal     | 1961, 1962, 1963                   |
| 3       | Cale Yarborough | 1974, 1975, 1978                   |
| 2       | Dale Earnhardt  | 1980, 1983                         |

### Konstruktörer efter antal segrar
| Vinster | Konstruktör | År                                                         |
| ------- | ----------- | ---------------------------------------------------------- |
| 10      | Chevrolet   | 1959, 1960, 1972, 1974, 1975, 1976, 1977, 1979, 1980, 1984 |
| 7       | Plymouth    | 1962, 1963, 1964, 1965, 1966, 1967, 1971                   |
| 4       | Ford        | 1958, 1968, 1969, 1983                                     |
| 2       | Dodge       | 1970, 1973                                                 |
| 2       | Buick       | 1981, 1982                                                 |